# Мандзюк Микола

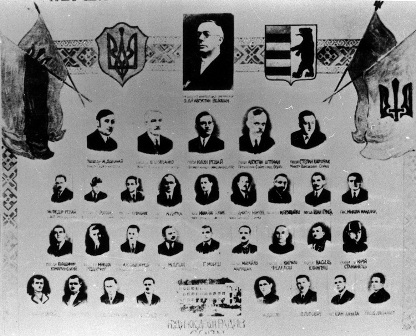
Посли Сойму Карпатської України.
По центру: Президент Карпатської України о. Августин Волошин; Перший ряд зліва направо: Микола Долинай, Юлій Бращайко, Юліян Ревай, Августин Штефан, Степан Клочурак; Другий ряд: Федір Ревай, Степан Росоха, Леонід Романюк, Августин Дутка, Михайло Тулик, Дмитро Німчук, Михайло Бращайко, Іван Грига, Микола Мандзюк; Третій ряд: Володимир Комаринський, Микола Різдорфер, Антон Ернест Олдофреді, Мілош Дрбал, Григорій Мойш, Михайло Марущак, Кирило Феделеш, Василь Климпуш, о. Юрій Станинець; Четвертий ряд: Василь Щобей, Іван Ігнатко, Юрій Пазуханич, Іван Перевузник, Адальберт Довбак, Петро Попович, Іван Качала, Василь Лацанич

Микола Мандзюк,  (нар. 15 січня 1909, с. Великий Бичків, Рахівський район, Закарпатська область — пом. 15 лютого 1972, м. Ужгород) —  український політичний діяч, депутат Сойму Карпатської України.

## Життєпис
Народився 15 січня 1909 року у селищі Великий Бичків (тепер Рахівський район, Закарпатська область) в родині робітника. У рідному селі закінчив чотири класи початкової народної школи (1917–1921), відтак вступив до горожанської школи в с. Ясіня. Тут був активним членом Пласту. 
З 1925 року навчався в учительській семінарії м. Мукачева. Серед студентської молоді поширював українську патріотичну пресу, за що на третьому курсі був виключений із семінарії без права поновлення. Але з допомогою Авґустина Волошина продовжив навчання в Ужгородській учительській семінарії, яку закінчив 1929 року.
На педагогічну роботу одразу не влаштувався, оскільки його призвали на дійсну службу до чехословацького війська. 1931 р. демобілізувався і був направлений учителем народної школи у с. Великі Лучки Мукачівського району, де працював до 1 липня 1932 р. 
Згодом крайовий шкільний відділ направив його управителем народної школи у с. Верхні Ремети Берегівського району, де він став авторитетним інтелігентом й успішно працював тут до листопада 1938 р. – аж до розчленування Карпатської України. Тут організував хор сільської молоді, разом зі вчителькою-дружиною керували курсами куховарства і вишивки.
Рішенням Віденського арбітражу міста Ужгород, Мукачево та весь Берегівський округ із десятками сіл були передані Угорщині. Родина Мандзюків не бажала залишатися під окупацією угорської держави, тому переїхала до Севлюша (тепер Виноградів), де він очолив крайову опіку над молоддю. 

### ПосолСойму Карпатської України
12 лютого 1939 року був обраний депутатом сойму Карпатської України, брав активну участь у засіданнях, які відбулися 15 березня 1939.

### На еміграції
Після повної окупації Карпатської України угорськими військами, Микола Мандзюк з частиною урядовців через Румунію, Югославію, Австрію емігрував до Праги. Був вивезений на фізичну працю в Німеччину, але, склавши іспит із чеської мови, влаштувався вчителем сільської школи у Ловчинцях і став учасником антифашистського підпілля, перебуваючи тут весь період Другої світової війни. Донька Оксана навчалася у Модржанській українській гімназії.

### Повернення до України
У 1945 році Микола Мандзюк повернувся до Закарпаття, яке вже було возз'єднано з УРСР. Його зарахували референтом відділу освіти Народної ради Закарпатської України. Потім багато років працював інспектором шкіл обласного відділу народної освіти, закінчив історичний факультет Ужгородського держуніверситету, завідував кабінетом педагогіки та навчальною частиною Закарпатського інституту вдосконалення і підвищення кваліфікації вчителів. Потім викладав історію в середніх школах Ужгорода та Ужгородського району.
Помер 15 лютого 1972 року, похований в Ужгороді.